# Георг Фрідріх Гаас
Георг Фрідріх Гаас (нім. Georg Friedrich Haas, нар. 16 серпня 1953, Грац) — австрійський композитор, один із представників спектральної музики.

## Біографія
З 1972 по 1979 рік вивчав композицію у Gösta Neuwirth, фортепіано у Доріс Вольф та музичну педагогіку в Університеті музики та драматичного мистецтва Граца, Австрія. 1981—1983 продовжував вивчення композиції під керівництвом Фрідріха Церхи у Віденському університеті музики й виконавського мистецтва. Учасник Дармштадтських курсів нової музики у 1980, 1988 та 1990 та курсів композиції та музичної інформатики в IRCAM у 1991. Стипендіат Зальцбурзького фестивалю (1992), Міністерства науки, досліджень та науки Австрії (1995) та DAAD (1999). З 1978 року викладає контрапункт, техніки композиції, аналіз та вступ до мікротонової музики у консерваторії музики у Граці. У 2003 році здобув ступінь професора факультету. З 2005 року провадить лекції композиції у консерваторії музики у Базелі (Швейцарія). З 2013 року вслід за Трістаном Мюраєм є професором композиції Колумбійського Університету у Нью-Йорку.

## Твори
- 1980: Adolf Wölfli камерна опера
- 1994: Einklang freier Wesen для ансамблю з 10 інструментів
- 1994: Nacht Schatten.
- 1996: Nacht камерна опера в 24 сценах
- 1997: Струнний квартет № 1
- 1998: Monodie для ансамблю з 18 інструментів
- 1998: Струнний квартет № 2
- 1998: Концерт для скрипки з оркестром
- 1999: Wer, wenn ich schreie, hörte mich для перкусії та ансамблю
- 2000: Соло для віоли d'amore
- 2000: In Vain для 24 інструментів
- 2000: Lied для тенора і двох перкусіоністів
- 2001: Sextuor tria ex uno для флейти, кларнета, перкусії, фортепіано, скрипки та віолончелі
- 2003: Natures mortes для оркестру
- 2003: Струнний квартет № 4
- 2003: Die schöne Wunde камерна опера
- 2004: Opus 68 для оркестру, за Сонатою № 9 Олександра Скрябіна
- 2004: Концерт для віолончелі з оркестром
- 2005: Haiku для баритона і 10 інструментів
- 2005: Ritual для 12 великих барабанів та трьох духових оркестрів
- 2005: Sieben Klangräume
- 2006: Hyperion Концерт для легкого голосу з оркестром
- 2007: Bruchstück для оркестру
- 2007: Концерт для фортепіано з оркестром
- 2007: Струнний квартет № 5
- 2008: Melancholia опера в трьох частинах, на замовлення Паризької національної опери
- 2010: Limited approximations для шести фортепіано, налаштованих мікротоново та оркестру
- 2010: Струнний квартет № 6
- 2011: Струнний квартет № 7
- 2012: … e finisci già? для оркестру
- 2013: Concerto grosso № 1 для чотирьох альпійських рогів та оркестру
- 2013: Dark dreams для оркестру
- 2014: Concerto grosso № 2 для камерного ансамблю та оркестру